# Echolalie
Eine Echolalie [ˌʔɛçolaˈliː]  (von altgriechisch ἠχώ ēchṓ, deutsch ‚Nachhall‘und λαλέω laléō ‚ich rede‘) ist eine Sprachstörung, bei der Aussagen Anderer als Laute wiederholt werden. Sie findet im frühkindlichen Spracherwerb statt, kann aber auch hirnorganische oder psychiatrische Ursachen haben. 
Umgangssprachlich wird auch die Palilalie, das unwillkürliche Wiederholen selbstgesagter Silben oder Wörter, als Echolalie bezeichnet.

## Beschreibung
Bei der Echolalie werden von anderen geäußerte Silben, Wörter oder kurze Sätze, identisch oder leicht abgewandelt als Laute wiederholt. Dabei wird die Bedeutung des Gehörten und Gesprochenen nicht erfasst. Das Nachsprechen ist üblicherweise nicht bewusst geplant, es handelt sich um einen Automatismus. Beim frühkindlichen Spracherwerb ist die Echolalie eine physiologische („normale“) Entwicklungsphase zwischen dem ersten und zweiten Lebensjahr. Ein längeres Bestehen kann ein Zeichen für eine sprachliche Entwicklungsverzögerung sein, beispielsweise bei Autismus.
Bei transkortikalen sensorischen Aphasien, bei der das Verständnis und die Produktion des Sprachinhalts funktional getrennt sind, ist die Echolalie häufig die einzige Form des Sprechens. Trotz Krankheitseinsicht ist keine Unterdrückung möglich, was für die Betroffenen häufig psychisch belastend ist. Sie kann ebenso als Symptom verschiedener Demenzen vorkommen. 
Im Rahmen der Schizophrenie kann sie mit oder ohne Echopraxie, dem Nachahmen von Handlungen, auftreten. Dabei handelt es sich um ein katatones Symptom, das im Kontext eines grundsätzlichen Wandels des Erlebens auftritt. Abzugrenzen davon ist die Echolalie als vokaler Tic beim Tourette-Syndrom oder Zwangsstörungen, welche die Betroffenen selbst als sinnlose Lautäußerungen erkennen.